# Lenado (Colorado)

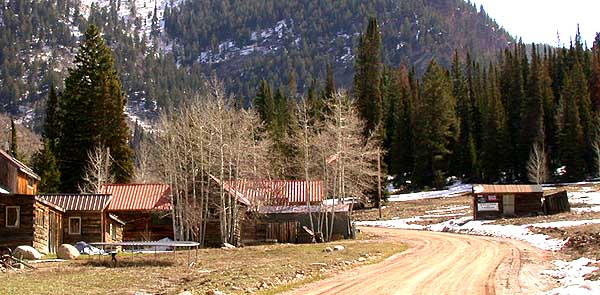
Vista do histórico campo de mineração de Lenado, Colorado, voltado para o leste

Lenado é uma cidade fantasma do Condado de Pitkin, Colorado perto de Woody Creek ao longo de Woody Creek Road, com uma altitude de 8 540
 pés (2 600 metros), O seu principal período de atividade foi no final do século XIX, devido aos depósitos locais de chumbo e zinco, período durante o qual foi o lar de ca. trezentas pessoas. Após uma queda nos preços do chumbo, a cidade foi abandonada logo depois, apesar de um breve aumento na atividade após 1917 devido à escassez de zinco causada pela Primeira Guerra Mundial.

Em meados da década de 1960 e no início da década de 1970, Lenado foi ressuscitado como uma comunidade madeireira e serraria que abrigava cerca de cem pessoas que trabalharam e moraram lá por quinze anos.